# Генрих V де Гранпре
Генрих V де Гранпре (Henri V de Grandpré) (р. 1215/22, ум. 1287) — граф Гранпре.
Сын Генриха IV де Гранпре (ум. 1229) и Марии де Гарланд (ум. после 1259).
Его родители поженились в 1203 году. Учитывая, что Мария де Гарланд в 1235 году в третий раз вышла замуж (причём была супругу первой женой) и в этом браке родила троих детей, можно предположить, что на момент первого замужества она была ещё ребёнком. Поэтому дата рождения Генриха V де Гранпре — не ранее 1215 года.
В 1237 году (не позднее) он женился на Изабелле де Бриенн, дочери Эрара де Бриенна, сеньора де Рамрю, и Филиппы Шампанской.
В 1250 году после смерти бездетного брата, Эрара II, Изабелла де Бриенн унаследовала четвёртую часть сеньории Рамрю. Вскоре после этого Генрих V де Гранпре выкупил долю, доставшуюся Маргарите де Бриенн — одной из сестёр жены. Таким образом, он объединил в своих руках половину сеньории Рамрю.
Дети:
- Генрих (умер в 1287 году раньше отца);
- Жан I (1250/55 — 1313/14), сеньор де Бюзанси, с 1287 г. граф Гранпре;
- Изабелла (ум. 1292), жена Гуго IV, графа де Ретель;
- Маргарита (ум. 1325).